# Общество лазской культуры
Общество лазской культуры (тур. Laz Kültür Derneği) — общественная некоммерческая организация, основанная в 2008 году в Стамбуле. Основная цель организации — сохранение, развитие и популяризация лазского языка, а также поддержка культурного наследия лазского народа.
Организация была создана по инициативе группы активистов, писателей и лингвистов, обеспокоенных сокращением числа носителей языка и процессами ассимиляции. Деятельность общества включает проведение курсов по изучению лазского языка (в диалектных вариантах), организация лекций, семинаров, культурных мероприятий, а также разработка учебных материалов и словарей.
С 2013 года, после введения факультативного курса по лазскому языку в школах Турции, общество принимает участие в разработке образовательных программ совместно с Министерством образования и профильными научными учреждениями. Также организация сотрудничает с другими НПО, такими как Лазский институт, Gola Kültür Sanat ve Ekoloji Derneği и Avrupa Lazebura e.V., и участвует в международных форумах, включая инициативы ЮНЕСКО по сохранению исчезающих языков.
Центральный офис расположен в районе Кадыкёй в Стамбуле. Управление осуществляется через избираемый совет. Общество играет важную роль в развитии современного культурного движения лазов в Турции и признано как один из ключевых институтов в области охраны нематериального культурного наследия.